# În așteptarea dragostei
În așteptarea dragostei (numele original fiind तुम्हारी पाखी) este un serial de origine indiană, care a apărut prima dată în România pe canalul Acasă TV.
1. ↑   http://live.dbpedia.org/resource/Tumhari_Paakhi, accesat în 19 aprilie 2020 Lipsește sau este vid: |title= (ajutor)
2. ↑   http://dbpedia.org/resource/Tumhari_Paakhi, accesat în 19 aprilie 2020 Lipsește sau este vid: |title= (ajutor)